# قمری زمینی تونگان
قمری زمینی تونگان (نام علمی: Pampusana stairi) که به نام قمری زمینی خجالتی یا قمری زمینی دوست‌داشتنی نیز شناخته می‌شود، گونه‌ای از پرندگان خانواده کبوتران (Columbidae) است که در ساموآی آمریکایی، فیجی، ساموآ، تونگا و جزایر والیس و فوتونا یافت می‌شود. زیستگاه طبیعی آن جنگل‌های جلگه‌ای نمناک نیمه‌گرمسیری یا گرمسیری است. از دست دادن زیستگاه آن را تهدید می‌کند.